# D.A.D. Special
D.A.D. Special è la prima raccolta del gruppo musicale danese D-A-D, pubblicata nel 1989.

## Tracce
1. Isn't That Wild
2. Marlboro Man
3. I Won't Cut My Hair
4. Trucker
5. Jonnie
6. It's After Dark
7. Call of the Wild
8. Mighty Mighty High
9. Counting the Cattle
10. Gods Favourite
11. Black Crickets
12. Sad Sad Christmas
13. Never Never (Indian Love)
14. Up Up Over the Mountain Top

## Formazione
- Jesper Binzer - voce, chitarra
- Jacob Binzer - chitarra
- Stig Pedersen - basso
- Laust Sonne - batteria